# Coryphodes acuta
Coryphodes acuta är en insektsart som beskrevs av Ludwig Redtenbacher 1891. Coryphodes acuta ingår i släktet Coryphodes och familjen vårtbitare. Inga underarter finns listade i Catalogue of Life.